# Tricholathys spiralis
Tricholathys spiralis är en spindelart som beskrevs av Chamberlin och Ivie 1935. Tricholathys spiralis ingår i släktet Tricholathys och familjen kardarspindlar. Inga underarter finns listade i Catalogue of Life.